# Wolfram Hesse
Wolfram Hesse (* 3. Oktober 1932 in Niederau bei Meißen; † 20. Januar 2021) war ein deutscher Bildhauer und Kunstmaler, der in Dresden wohnte.

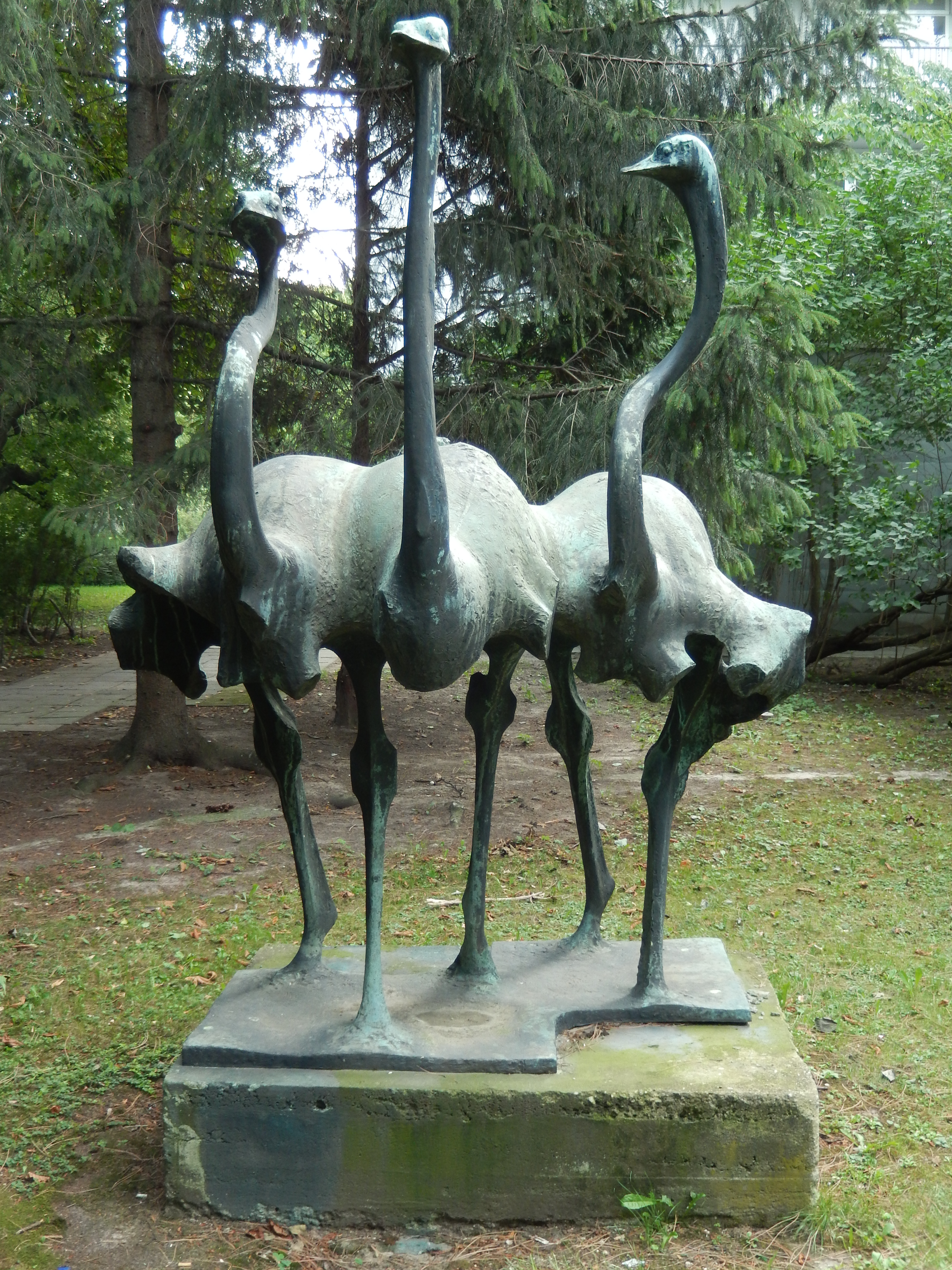
Laufvogelgruppe

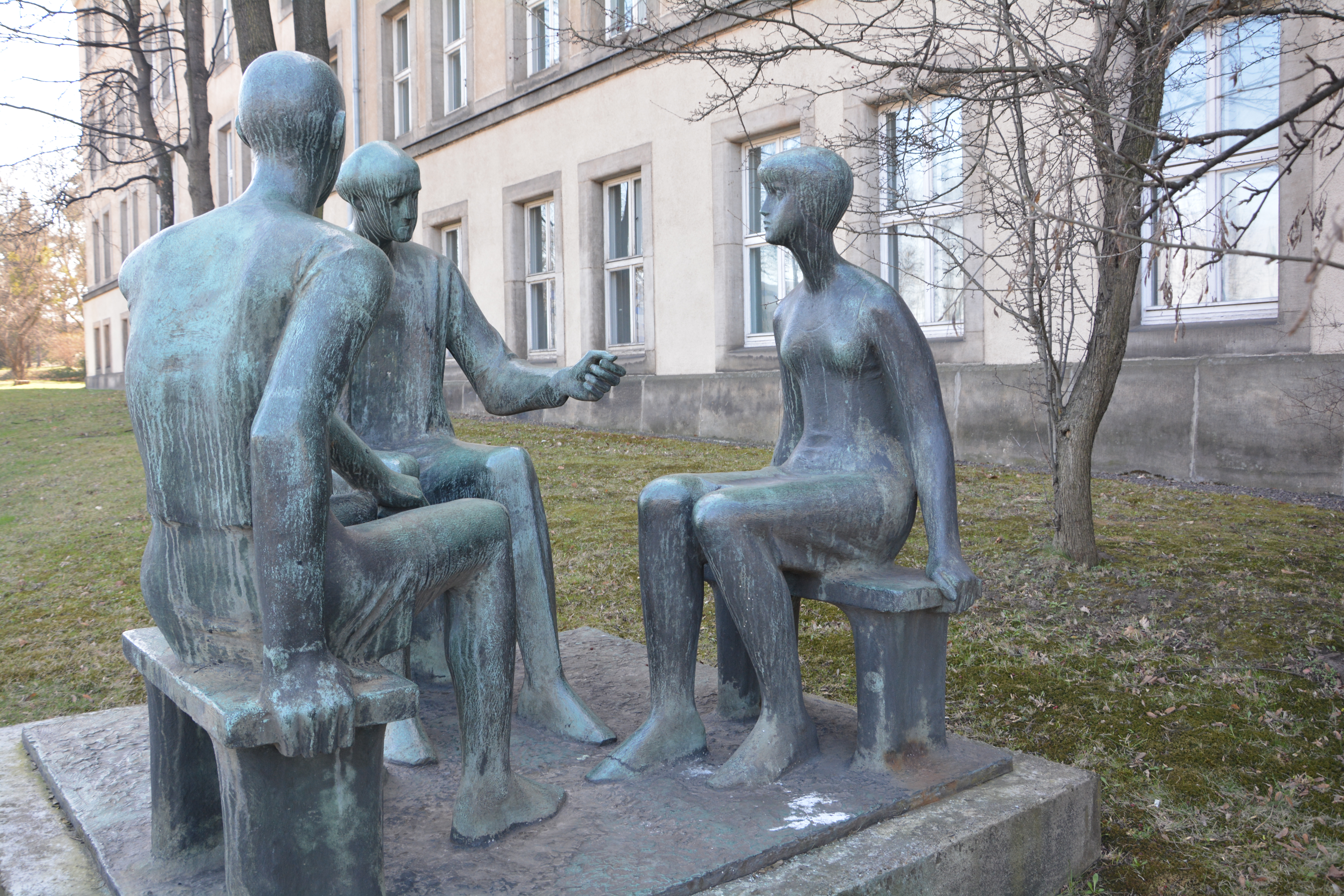
Lehrende und Lernende

## Leben
Nach seiner Schulausbildung in Meißen absolvierte Hesse 1951 eine Ausbildung zum Modelleur an der Staatlichen Porzellanmanufaktur Meißen. Von 1954 bis 1959 folgte ein Studium an der Hochschule für Bildende Künste Dresden bei Walter Arnold, Hans Steger und Gerd Jaeger. Zu seinen Kommilitonen gehörten u. a. August Martin Hoffmann, Joachim Liebscher, Marianne Traub und Leoni Wirth.
Danach hatte er ein eigenes Atelier in einem ehemaligen Fahrradladen in Niederau. Ab 1960 war er freischaffend in Dresden tätig.  Anfang 1980 erhielt er einen Auftrag, für den VEB Plastmaschinenwerk Schwerin in der Hagenower Landstraße eine Plastik zum vorgegebenen Thema Zwischenmenschliche Beziehung zu entwerfen. So entstand die Plastik Das Paar und wurde trotz einiger Schwierigkeiten der Auftraggeber aufgestellt. Ab 1981 arbeitete er für die Technische Universität Dresden in der Sektion Kunst und Architektur.
Hesse war bis 1990 Mitglied des Verband Bildender Künstler der DDR.

## Ausstellungen (unvollständig)

### Einzelausstellungen
- 1977: Leipzig, Galerie Wort und Werk
- 1984: Dresden, Galerie Kunst der Zeit

### Teilnahme an Gruppenausstellungen
- 1977: Dresden, VIII. Kunstausstellung der DDR
- 1979/1980: Dresden, Albertinum („Junge Bildhauerkunst der DDR“)
- 1989: Fellbach (Kleinplastik-Triennale)

## Werke, Auswahl

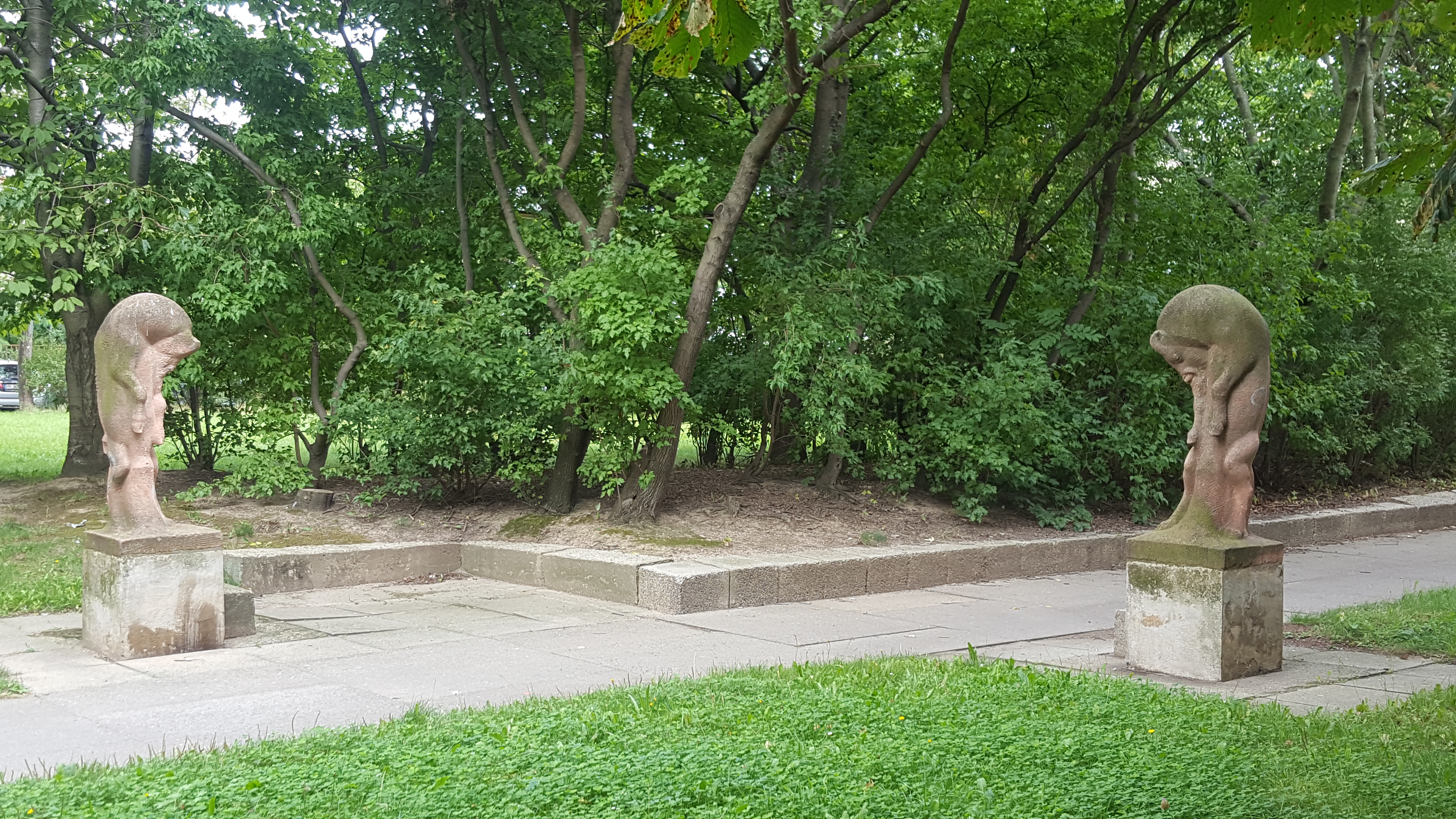
Kämpfende Ziegenböcke

- 1961: Gedenkplastik aus Kunststein für den ersten Mauertoten der Berliner Mauer, Dresden, Privatbesitz
- 1963 bis 1965: Figurengruppe Lehrende und Lernende an der Pädagogischen Hochschule Dresden, jetzt am Lehrgebäude Weberplatz (Fakultät Erziehungswissenschaften der TU Dresden) am Eingang an der Teplitzer Straße[4]
- 1980er Jahre: Betonplastik Das Paar für den VEB Plastmaschinenwerk in Schwerin
- 1976: Kleinplastik Strandgut, Bronze, Staatliche Kunstsammlungen Dresden. Zurzeit nicht auffindbar.[5]
- 1978: Durchdringung III, vertikales Motiv, Gips[6]
- 1984: Entwurf einer Heinrich-Schütz-Bronzeplastik für ein Denkmal in Dresden, kam nicht zur Ausführung. Ein Modell davon befindet sich im Heinrich-Schütz-Haus in Bad Köstritz.[7]
- 1985: Statue Labiles Gleichgewicht, Skulpturensammlung Dresden, Inventarnummer ZV 4117[8]
- 1985: Bronzeplastik Laufvogelgruppe, Comeniusstraße, Dresden
- 1986: Sandsteinplastiken Kämpfende Ziegenböcke, Altgruna, Dresden